# چغا غلامی
چغا غلامی مربوط به دوران پیش از تاریخ ایران باستان است و در مهران، ۶ کیلومتری شمال شهر واقع شده و این اثر در تاریخ ۱۰ مهر ۱۳۸۰ با شمارهٔ ثبت ۳۹۸۹ به‌عنوان یکی از آثار ملی ایران به ثبت رسیده است.